# キセキの渚
「キセキの渚」 (ON THE BEACH OF MIRACLES) は、2011年12月21日発売の、 ソウル・フラワー・ユニオンのミニ・アルバム。

## 解説
「キセキの渚」は、東日本大震災以降の「ソウルフラワーみちのく旅団」の被災地出前ライヴでの出逢いを歌い込んだ、ソウル・フラワー調全開のパワフルなトラッド・パンク風味のナンバー。
ミニ・アルバムは、この「キセキの渚」に、福島第一原発事故以降の日本を歌う「ホモサピエンスはつらいよ」、「ソウルフラワーみちのく旅団」の被災地出前ライヴの重要なレパートリー「おいらの船は300とん」「斎太郎節」「郡上節（春駒〜八竹）」、ダブ界の重鎮・内田直之による「ダンスは機会均等」のダブ・ミックス、中川敬が東日本大震災以降初めて書いたオリジナル曲「いちばんぼし」、ニューエスト・モデル時代の代表曲「雑種天国」のライヴ音源などが収録されている。

## 収録曲
1. キセキの渚
2. ホモサピエンスはつらいよ
3. ダンスは機会均等〜内田直之の越境ダブ盆唄編
4. おいらの船は300とん
5. 斎太郎節
6. 郡上節（春駒〜八竹）
7. いちばんぼし
8. 偉大なる社会＜インスト＞
9. 雑種天国
10. キセキの渚＜インスト＞

## 備考
- M-4 日本全国の遠洋漁業の港で歌われる流行歌のカヴァー。
- M-5 宮城県民謡
- M-6 岐阜県民謡
- M-8〜9 は、ライヴ・レコーディング